# ドラゴンボールオンライン
ドラゴンボールオンライン (DRAGON BALL ONLINE) は、日韓共同製作で開発されたオンラインMMORPG。
バンダイコリアが製作を主管、NTLが企画・開発を担当し、原作者の鳥山明が全面監修をしている。
大韓民国ではCJ Internetが運営し、2009年9月からクローズドβサービスが開始、2010年1月14日から正式サービスが開始され2013年9月26日に終了した。台湾版、香港版（共に運営:Cayenne Tech）、中国版（運営:SHANDA GAMES）もサービスが開始されたが2013年10月31日で終了しており、日本でのサービス開始は行われなかった。

## 沿革
- 2004年10月 - 『ドラゴンボールオンライン』の開発が開始される[9]。
- 2007年3月20日 - バンダイナムコゲームス公式ホームページにおいて、『ドラゴンボールオンライン』のサービス開始を行う旨が発表された[4][10]。当初の予定では2007年夏より大韓民国にてβテストサービスを開始、2008年より日本でサービスを開始する予定だった[4][10]。しかし、開発規模を当初予定の約2倍に、βサービス開始も2年延期されている[9]。
- 2009年9月18日から9月20日までの3日間 - 大韓民国版のクローズドベータテスト開始[5]。
- 2009年10月28日 - 紅心辣椒（Cayenne Tech）が台湾での代理店運営権を取得[11]。
- 2009年11月5日から11月7日までの3日間 - 大韓民国版の2次クローズドベータテスト開始[12]。
- 2009年12月4日 - ドラゴンボールオンラインのマーケティング戦略として[13]ドラゴンボールに関する情報を一目で見ることができるウェブサイト「ドラゴンボールサイバー博物館」を開設[14]（現在は閉鎖済）。
- 2009年12月9日から12月13日までの5日間 - 24時間フルタイム、大韓民国版の3次クローズドベータテスト開始[15]。
- 2010年1月9日 - 午後2時から6時まで大韓民国版のゲリラテスト開始[16]。
- 2010年1月14日 - 大韓民国版が正式サービス[6][7]（オープンベータサービス[6][16]）開始。
- 2010年9月2日 - 紅心辣椒（Cayenne Tech）が香港とマカオでの代理店運営権を取得[17]。
- 2011年4月13日 - 台湾公式サイトをオープン[18]。
- 2011年4月26日 - 中国サービスの運営会社が盛大遊戯(SHANDA GAMES)に決定[18]。
- 2011年6月2日 - 台湾でクローズドベータ開始[18][19]。
- 2011年6月15日 - 台湾でオープンベータサービス[18][20]開始。
- 2011年7月28日 - 上海で開催されたゲームショウ「第九回ChinaJoy（中国国际数码互动娱乐展览会）」で中国語版ドラゴンボールオンラインを発売[21][22][23]。
- 2011年8月19日から8月21日までの3日間 - 香港でVIPテストを開始[24]。
- 2011年8月26日 - 香港でクローズドベータ開始[24]。
- 2011年9月8日 - 香港/マカオでオープンベータサービス開始[24]。
- 2013年9月26日 - 大韓民国版がサービス終了[8]。
- 2013年10月31日 - 台湾版、香港版、中国版がサービス終了[8]。

## 概要
原作『ドラゴンボール』から約250年後のエイジ1000が舞台。地球には人間、ナメック星人、魔人などが一緒に暮らしているが、原作に登場したキャラクターはすでに亡くなっている者が多く、平和な時代が長く続いているため、高い戦闘能力を持つ者もいない。ブルマの会社「カプセルコーポレーション」はゲーム中のエイジ1000の時代にも存在しており「CC」というロゴが書かれた工場などが登場する。
ある日、謎の戦士「ミラ」が率いる未来から来た軍勢が街を侵略し始める。主人公の村も燃やされ、突如生じた時間の歪みによる空間の裂け目に偶然吸い込まれたことにより、主人公はカメハウスでラディッツが孫悟飯を拉致しようとしているエイジ761に迷い込む。そこへ未来から来た謎の軍勢も孫悟空の生命エネルギーを奪うためタイムマシンでやって来る。さらにそこへ、セルとの闘いの後にタイムパトロールとなった未来の青年トランクスもタイムマシンに乗って現れ、企みを阻止する。そして主人公はトランクスのタイムマシンで元々の時代に帰って来るところまでが序盤の内容となっている。
ミラが率いる軍勢はエイジ2000に地球を侵略しようとしており、もっと強い力を得るためエネルギー吸収装置で生命エネルギーを集め、孫悟空のDNAを得るためにタイムマシンに乗って過去へ襲来し、かつてのレッドリボン軍を盲信する新設組織「レッドパンツ軍」や、フリーザ軍の残党を利用して侵攻する。プレイヤーたちは、絶えず巻き起こる謎の異変や、時間の裂け目はなぜ起きたのか、ミラが率いる軍勢の目的と正体は何なのかを追い、トランクスの手を借り新型のタイムマシンで時間を行き来して彼らの侵攻を食い止めるため立ち向かっていくことが目的。ゲーム開始時に物語における背景の説明が始まり、その後、鳥山明をモチーフにした「鳥山ロボット」がゲームマスターとして解説を行う。また、セルとの闘いの後タイムパトロールとなった未来の青年トランクスが現れ、チュートリアルを行う。
作中の設定やキャラクターなどは、集英社を通して原作者の鳥山明に逐次確認を取った上で制作されており、グラフィックスなども鳥山が全て目を通している。サービス開始に向けて鳥山明は「今回皆様にお届けする新しい『ドラゴンボール』の物語は、マンガから250年後の世界から始まります。そこでは地球人、サイヤ人、ナメック星人、魔人などが一緒に暮らしているのですが、何かが違っているらしいのです。250年の間に何があったのか、そしてこれから何が起こるのか。そんな謎解きもしながら、この新しい『ドラゴンボール』の世界を楽しんで下さい。優秀なスタッフの皆さんに、本当にたくさんの新キャラクターやメカを描いていただきました。もちろん全部ボクが監修をしています。中にはボクが描いたデザインも結構あったりします。実際に動いている画面を見た時は、そのクオリティの高さに本気で感心しました！新しい冒険の世界を、今回はオンライン上で思いっきり楽しんでいただけたら幸いです！」とコメントを寄せている。
本作のために鳥山明が手掛けた大量の設定や世界観は、本作では日の目を見ることがなかったものも含めて、本作より後年に製作された家庭用アクションゲーム『ドラゴンボール ゼノバース』シリーズに流用されている。また、アーケードカードゲーム『ドラゴンボールヒーローズ』シリーズにも、本作の要素を取り入れたシリーズが盛り込まれるなどしている。

## 年表
ゲームの設定に説得力を与えるため、詳細な歴史年表を作成し原作者の鳥山明サイドに確認してもらい、それに基づいて、世界観にブレが出ないよう作成されている。「ドラゴンボールオンライン」の年表は、韓国版公式ガイドブック、台湾版攻略本などで確認できる。なお、この年表は『ドラゴンボール大全集7巻』および『ドラゴンボール超全集4巻』や『ドラゴンボールGT パーフェクトファイルVol.1』に記載されている年表からは、原作に関する部分のみが採用され、『元祖』や『ドラゴンボールZ』の原作にないアニメオリジナルの部分、劇場版、OVA、『ドラゴンボールGT』などアニメオリジナルストーリーに関連した部分は歴史から除外されている。また、鳥山明がストーリーを手掛けた『ドラゴンボール超』や『ドラゴンボールDAIMA』などの内容も、本作品より後年に発表されたこともあって含まれていない。以下に本作のために用意された年表の中から、本作のために追加された年譜を抜粋する。
- エイジ250頃。独立国家ヤッホイが降伏、地球が統一国家になる。
- エイジ787。第29回天下一武道会開催。優勝ミスター・サタン、準優勝はミスター・ブウ。サタンの活躍により格闘技への関心が高まる。天下一武道会はスポーツ的な感覚で盛り上がりを見せる。サタンとブウはスターに。デンデがドラゴンボールの封印を決意。もともと界王神から「反則」と言われていたものであり、平和な世の中においてその存在が逆に災いを呼ぶ可能性を懸念したため。
- エイジ790。第30回天下一武道会開催。優勝ミスター・サタン、準優勝はミスター・ブウ。相変わらず八百長は継続されている。人間の恋人同士の仲むつまじい様子を羨ましがったミスター・ブウは、同種の異性がいない寂しさと、ミスター・サタンの書斎から見つけた桃色文学の金字塔『ボブとマーガレットの禁じられた遊び』を読んで影響をうけ、自身の身体を千切りそれに魔法で命を吹き込み、理想の伴侶となる女性の魔人「ミセス・ブウ」[33]を作り出した。
- エイジ791。『ボブとマーガレットの禁じられた遊び』を読んで「パフパフ」という言葉を覚えたミスター・ブウとミセス・ブウ。それぞれの身体の一部を千切って、混ぜて、コネコネ、パフパフ。お団子のような物体を沢山作り、それらに「ラブラブ光線」[33]なる魔法で命を吹き込み、赤ちゃん魔人を誕生させる。以降、ブウの子孫たちは繁栄し「魔人族」[33]という一種族として世界に認められていく。
- エイジ793。ミスター・サタン格闘家を引退宣言。引退の表向きの理由は「後進の者にチャンスを与えるために身を引く」としていたが、実際にはブウが家族を持ったことで天下一武道会出場に興味を失い、八百長試合が不可能になったためであった。引退後、サタンは「サタン式通信格闘講座」の経営を始める。この格闘講座は金儲けが目当てで、特撮を駆使した派手なサタンの格闘シーンを撮影したビデオを高額で販売するというインチキ商品だった。
- エイジ794。「サタン式通信格闘講座」の会員から、ちっとも強くならないとクレーム多発。サタン邸宅に押しかけた暴徒会員を15歳に成長したパンが退治したことから、逆に話題が再燃。パンを師範とした新たな格闘講座「パン・ファイティング・ネットワーク」として再スタートした。その後、パンはブルマに依頼して、遠隔地でも組み手が可能なシステムを開発してもらい、本格的な「通信格闘道場」も確立する。以降、スポーツライクな格闘講座として若者を中心に大人気となる。
- エイジ796。ミスター・サタンは映画俳優としても活躍するようになった。恋愛映画からアクション映画まで様々な映画に主人公として出演。主演映画『サタン伝説』は特撮を駆使し、悟空たちの技にそっくりな技をサタンが使って悪人をなぎ倒す痛快アクション映画。興行成績はふるわなかったものの、ごく一部で「気」を使って戦うアクションシーンがカルト的な人気を得る。
- エイジ801。死期を悟った孫悟空は最期の決着をつけるため、ベジータを誘って地球から旅立ち、孫悟空が行方不明に[34]。その数年後、超新星爆発が確認された。これは孫悟空とベジータの闘いの影響かもしれないと言われている。
- エイジ804。孫悟飯は自身らのこれまでの闘いに関する研究を開始。父・孫悟空が行方不明になったことがきっかけとなり、父や自身らが持つ力について改めて考えた悟飯は、その源である「気」に関する学術的研究に没頭する。その研究をまとめ体系化した著書『気功科学』は密かな人気を得る。その中で記された「カッチン鋼は斬れる！」の項は、その後の「気功剣術」の誕生に大きく影響を与えることとなった。その中で孫悟飯は、かつて宇宙一硬い鉱物「カッチン鋼」をゼットソードで斬ろうとして失敗した体験についての考察を記す。研究の結果、気を極限まで凝縮させて「刃」の形状にすることによってカッチン鋼を斬ることが理論上は可能であるという考えに至る。しかし、そのレベルまで気を凝縮させるには膨大な量の気と、極限の集中力が必要でもあった。実際にはそこまでの集中力の維持は不可能であるため、それを補助するために物質的な「剣」を用いることとした。この場合、剣に最も求められるのは硬度よりも「重さ」であった。膨大な質量は剣自体に引力を生み、剣の形状に気を凝縮させる補助となる。重い剣を用いるほど、剣への気の凝縮は容易かつ強力になるということを解明した。
- エイジ805。孫悟飯の著書『気功科学』の中に記された項目「カッチン鋼は斬れる！」の記述に影響を受け、一部の修行者が剣術に興味をもっていることを知ったトランクスと孫悟天は「剣術いいねー！」「どうせならカッコいい流派を自分たちで作っちゃおうぜ！」と一念発起。トランクスと孫悟天は「気功剣術」の修行を開始。激しい修行で本来の潜在能力を開花させ「気功剣術」の流派を開いた。
- エイジ820。ミスター・サタン死去。国葬になる。死因は不明。フリーザ軍は、指導者であるフリーザ親子を失って以降統制は乱れ、事実上崩壊していた。しかしフリーザ親子直轄の近衛部隊のみは恨みをはらすため、地球侵略の機会を伺っていた。フリーザ親子が死んだ際、近衛部隊は帯同していなかったため、彼らは悟空やトランクスの存在を知らなかった。地球を調査するなかで「地球最強の男」ミスター・サタンこそがフリーザ親子を殺した張本人であると推測する。実力的にフリーザより劣る彼らは「地球最強の男」がいる地球にうかつに手を出せないでいたが、サタンの死を知り地球侵攻に踏み切った。地球人に対し君主の敵討ちを理由に地球侵略を宣言。フリーザ軍の残党[注 2]が地球に襲来。各地で破壊活動を行う事件が発生する。地球側は当初、王立軍による反撃を試みたがことごとく敗退。地球を研究していたフリーザの残党は、銃弾や武闘家の打撃が通用しない生物兵器としてブヨン型（タイプ）の宇宙人[注 2]を投入し、攻め込まれた地球は窮地に陥る。その危機を救ったのが気と剣を併用する新武術「気功剣術」を使うトランクスと孫悟天の2人であった。彼らの活躍により「気功剣術家」が誕生する。フリーザ親子の仇であると判明したトランクスの生まれ故郷である西の都は、新生フリーザ軍のターゲットとなった。危機を察知したブルマは西の都全体をカプセルで覆ってシェルター化した。西の都をカプセル都市化した際、各地で焼け出された魔人族の者たちが一時的に西の都内に保護された。彼らの一部は戦いの後も西の都にとどまり続け、独自の文化を築いていった。地球の危機に、孫悟飯やクリリンや天津飯などのかつての戦士たちが亀仙人の下に集結し応戦、フリーザ軍残党を撃退した。彼らは自らの素性を隠すためにグレートサイヤマンの衣装で身を包んでいたが、彼らが「気」を用いて闘う姿は世界の話題となり、世界全体に「気」に関する関心が高まっていく。天津飯87歳。ヤムチャ87歳。クリリン84歳。孫悟飯63歳。トランクス54歳。孫悟天53歳。パン41歳[35]。
- エイジ821。孫悟飯の『気功科学』提唱以降、気を用いた格闘術への期待が高まる中、亀仙人の下にも流派の再興を請う声が押し寄せていた。しかし亀仙人は老齢を理由に動かなかった。代わりにクリリンと天津飯に命を与えた。「地球人の戦士として、なしえる役割はなにか」。この問いに応え二人はそれぞれ「新亀仙流」と「新鶴仙流」を開くこととなる。クリリンは過去に経験した数々の戦闘から、悟空らサイヤ人やピッコロらナメック星人たち等との身体能力の差を痛感し、地球人の戦士である自分がなしえる役割を考えぬいた結論が「補助の精神」であった。直接相手に決定的なダメージを与えられなくとも、戦局を有利に展開させる方法は存在する。相手の隙をついて動きを鈍らせる。味方の攻撃力を高める。真に強い敵と闘うためにはそうした役割の者が必要であることを後進の戦士たちに説いていった。過去の闘いでは悟空たちのバックアップに甘んじていったクリリンではあったが、補助は決して卑下するものではないと確信していた。悟空が最初に活躍した村でその流派を立ち上げたのは、そんな彼のライバル心の現れなのかもしれなかったとされる。クリリンが開いた「新亀仙流」は、クリリンの死後もその精神は後進の「亀仙士」たちに受け継がれていった。過去の闘いを通じてサイヤ人やピッコロなど、地球外の戦士との戦闘力の絶対値としての差を痛感しながらも、彼らのバックアップだけでは納得できないでいる自身に、天津飯は苦悶していた。各地を放浪しながら修行を積む中で、彼が出した結論は「補助」ではなく「気」のコントロールによる気功波攻撃に活路を見出すことであった。彼の脳裏にあったのは悟空が魔人ブウ（純粋）を葬った超特大の「元気玉」であった。あの時、真っ先に悟空に気を送った天津飯は、一人の能力では困難な強敵も、気をエネルギーとして操る技術を極限まで極めることができれば、その力を集め大きな力として活用することができる。そのことが脳裏からはなれずにいた。また、単純な戦闘力の絶対値としては遠く及ばなかった人造人間との戦いの中でも、一瞬の隙を狙って放った気功波攻撃（新気功砲）は、その時点では超サイヤ人ですら全く手出しができなかった相手のセルに、致命傷には至らずとも動きを止め、闘いの中での地球人の可能性を感じさせるものであった。以前から独自に修行を続けていた天津飯は「新鶴仙流」を正式に開く。的確なタイミングで、凝縮した気功波を放つ。彼のその精神は後進の「鶴仙士」たちに受け継がれていった。亀仙人ゆかりの地である涼景山（かつてのフライパン山）付近に道場を開いたのは、亀仙人からの教えを忘れぬようにとの思いからであったとされる。
- エイジ824。フリーザ残党の侵攻に対して、地球側は王立軍の兵器による反撃を試みたが、地球の科学技術は全く通用しなかった。これに衝撃を受けたカプセルコーポレーションは会長のブルマの名を取った「ブルマ財団」を創設、科学の天下一武闘会こと「天下一科学博覧会」をスタートさせる。我こそはと集まった変人ぞろいの科学者たちの切磋琢磨によって、科学は驚異的な発展を遂げた。
- エイジ825。南の都にテーマパーク「ブウビイワールド」がオープン。「ブウビイワールド」のオーナーは「ビイ」と名乗る大富豪。彼はかつてミスター・ブウに助けられた盲目の少年であった。目を治してくれたブウへの感謝を忘れぬため、自ら「ビイ」と名乗るようになった彼は、その後、一生懸命に働き財をなす。ビイはいつかブウへの恩返しがしたいと思っていたが、ブウは天下一武道会で活躍するスターであったため再会の機会がなかった。この頃、サタンがこの世を去り、フリーザ軍残党の襲撃にも見舞われたことで、人々の心は荒れていた。ビイはかつて自分がブウにしてもらったように、地球の人々が再び笑顔を取り戻すためにと、巨大テーマパークの建設を思い立つ。そしてテーマパークのプロデュースを魔人族の「ミニスター・ブウ」に託し、魔人族が持つ「人に喜びをあたえる力」を発揮して欲しいと依頼する。こうして「おいしい」「たのしい」をモットーにしたテーマパーク「ブウビイワールド」の建設が進められ、キャストの多くを魔人族の者たちが務めるようになっていく。「おいしいゾーン」と「たのしいゾーン」に別れた園内で、それぞれ専門的な腕を磨く中で、特に才能を発揮したものは「大魔人」と呼ばれるようになる。
- エイジ834。もっとおいしいものや、たのしいものを見つけるために世界中に旅立った魔人族。彼らの中には、本当にみんなに喜んでもらうためには何をするべきかということに気づいた者がいた。彼らの強い思いが魔人の血を呼び覚まし、魔人族でも特に不思議な力を持った「グラン魔」と「アルティ魔」が誕生じた。
- エイジ839。孫悟飯が立証した『気功科学』の理論を取り入れ、使用者の「気」を蓄え、増幅して大きな力を生み出す「気バッテル」が第5回・天下一科学博覧会に出展。「気バッテル」を使ったメカにより、科学は一層の進歩を遂げる。
- エイジ851。謎の戦士「ミラ」と彼が率いる軍勢による襲撃で新ナメック星が壊滅。長老ムーリを始めとした数百人のナメック星人が地球に移住。ミラの軍勢の情報は、デンデを通じて国王にも伝えられているが、パニックを恐れ一般の人々には伝えられなかった。ナメック星人は一時的に西の都に保護された。その後ポルンガ・ロックスやユンザビット高原へと拠点を移していくが、一部の者はそのまま西の都に留まり、独自の文化を築いていった。
- エイジ853。かつてピッコロ大魔王が生み出した魔族モンスターの一部は、まだ地球上に生息していた。ピラフ城内の研究所などで、密かに培養されていたものもあれば、自然に繁殖するものもあった。ピッコロもその存在を気にかけてはいたが、一人の手に負える数ではなかったため、見過ごさざるを得ない状態だった。長老ムーリの提案で、ピッコロと一部のナメック星人たちはそうしたモンスターの捕獲と保護を行った。こうした活動の中で、ナメック星人の龍族たちがモンスターの研究をはじめ、その扱いに長けていくようになる。この流れがデンデの弟のカルゴにより「ポコポコ導師」という専門職の誕生に繋がっていった。
- エイジ855。カプセルコーポレーション宇宙研究所が開設される。ナメック星人たちが故郷を滅ぼされた報告を受け、国王が宇宙への監視を強化するため、カプセルコーポレーションに研究を依頼したもの。すでに技術的には宇宙旅行は可能であるが、だれでも自由にできるわけではなかった。地球外からの脅威を監視する目的で、宇宙渡航者に国への申請を求める許可制をとっていた。
- エイジ890。魔人族誕生100周年。100周年を記念して「ミスター・ブウの家」（ブウ記念館）が建設される。
- エイジ910。テーマパーク「ブウビイワールド」開園100周年。
- エイジ920。ミスター・サタン没後100周年記念式典。サタン再評価の気運が高まり主演映画『サタン伝説』がリバイバル上映。最新のCG技術により、さらに色々な気功アクションが付け加えられる。「パン・ファイティング・ネットワーク」から「サタン流格闘術」が分派する。
- エイジ951。ナメック星人の地球移住100周年。
- エイジ962。カプセルコーポレーション250周年記念に、人類の歴史をまとめた「カプセルコーポレーション歴史博物館」がオープンする。
- エイジ975。子供の一時期を親元をあえて離れて自然の中で生活する「わんぱく教育」が国の方針として採用される。「コッカラ村」「ベエビレッジ」が設立される。新たな救世主を育成したいというデンデの意向が国王に伝えられ、実現された。
- エイジ990。暗黒魔界の王ダーブラの妹「トワ」[25]がタイムマシンで出現。ドクター・ゲロの研究所跡地を調査。人造人間とバイオテクノロジーに関する研究を開始。野生動物のモンスター化、魔族モンスターたちの徘徊、その騒ぎに乗じた悪党集団の台頭など、治安の悪化が目立ち始める。デンデが修行者の旅の補助となる力を秘めた不思議な石「ポポストーン」を占いババに頼んで各地に配置する。魔人族誕生200周年。
- エイジ991。ミスター・サタンの再来と名高い天下一武道会のチャンピオン「モンガー」の演舞で、ロボットとの百人組み手を見せて話題になる。これを見たエンジニアたちが「ロボットはそんなに弱くない！」と大反発。決着をつけるため、天下一武道会に武器や防具の使用、ロボットの出場を認めた「アルティメットバトル」という種目が新設される。
- エイジ992。「気バッテル」を利用した気功エネルギーを撃ち出す銃「ガン・バッテル」が、カプセルコーポレーションの研究員「ガイ」により発明される。
- エイジ995。研究員の一人「ショウ」がカプセルコーポレーションを裏切り、ピラフ大王の末裔を名乗る「パエリア」[36]の部下となる。
- エイジ996。使用事故が多発したため「ガン・バッテル」の使用所持がライセンス制になる。
- エイジ996、8月。かつてのセルとの闘いの後、タイムパトロールとなった未来のトランクスがタイムマシンで到着。暗黒魔界の戦士「ミラ」の存在と宇宙の危機を訴える。ピッコロが地球上の異変に関する調査を開始。フリーザ軍残党一派、かつてのレッドリボン軍を盲信する新設軍隊「レッドパンツ軍」[12]、ピラフ大王の末裔を名乗る「パエリア」[36]配下の一味、ミラが率いる暗黒魔界の軍勢の存在を知る。
- エイジ996、10月。ピッコロが調査から戻り、ミラの脅威が地球に迫っていることを神デンデらに報告。同時に現在の地球には、その脅威に対抗しうる戦士が存在しないことを告げる。地球人の中から新たな救世主が現れることを願い、デンデがドラゴンボールを復活させる。以前のドラゴンボールより叶えられる願い事に制限がある効力が弱いものが、複数セット新たに作られた。デンデの意図としては、ドラゴンボールの争奪戦によって修行者たちが互いに切磋琢磨することを期待してのこと。効力が弱めたのは悪用を恐れたためであり、複数セット作ったのは、幅広いレベルの修行者が目標にできるよう考慮したためである。
- エイジ1000。人間、ナメック星人、魔人など様々な種族の新世代の戦士が多く育っており、地球に迫る様々な危機のために多くの戦士が修行の冒険を続けている。物語はここから始まる。

## システム
ゲーム中には様々なクエストが用意されており、人間の場合は牛魔王のようなキャラクター、ナメック星人の場合は最長老ムーリから最初のクエストを言い渡される。クエストの内容は、指定されたモンスターを指定の数倒す、強力なモンスターを倒す、制限時間内に物を届けたり採取するなど様々なものが用意されている。また、複数人でパーティーを組みタイムアタック形式でプレイすることもできる。
町や村に行くと商人やアイテムを販売するロボットなどがおり、武器、防具、スカウター、薬、食料、乗り物などを扱っている。武器や防具の店では『ドラゴンボール』の通貨であるゼニーを使って、購入、売却、装備品への属性付与、装備品の修理も行える。このゲームでは敵に倒される度に装備品の耐久度が下がるようになっており、何度も倒されると画面下に修理が必要という警告が現れる。出回っているアイテムの中には「?」マークで表示されているものもあり、その鑑定もやってもらえる。

### 基本操作
移動は、マウスクリックか、W、A、S、Dキーの、どちらかで行い、スペースキーでジャンプする。戦闘は右クリックで敵をターゲットして行う。コンボのように連続で技を繰り出す「チェーンアタック」が使用できるほか、攻撃中にショートカットバーから近接攻撃や遠距離攻撃など多様なスキルを使用できる。また、オプション項目の中にはキーカスタマイズも用意されている。敵の放つノックダウン攻撃を食らうと後方へスローモーションで飛ばされ地面に倒れてしまうが、マウスを左右に素早く振ると起きあがる。
クエストをこなしレベルアップするとプレイヤーはトレーナーであるスキルマスターから、かめはめ波や魔貫光殺砲など新たな技を有料で教えてもらい使えるようになる。技は、回復や、味方の能力を一時的にアップさせたり敵の能力を一時的にダウンさせる効果のあるものなどがある。これらの技はスキルポイントを好みの技に割り振って強化したり、何かをスキルに追加したりすることでカスタマイズできるようになっている。
マップ画面は、その地域における街道沿いにあるオブジェクトに触れることで更新され、未踏地域が新たにマップへ表示されるようになる。モンスターを退治するクエストでは、そのモンスターが出現する場所がマップ上に丸で表示される。街の中では、スキルマスターを示すSマークなど、アイコンで各種ショップなどの位置が表示される。
レベル30以上になるとプレイヤーは、瞬間移動屋を介してカリンの森まで飛ぶことが可能になる。そこで、原作に登場したボラのような酋長から言われた、ある場所に出現する箱に入っている「ウパの友の称号」というお札を取ってきて、カリン塔の真下にいるウパのような子供に話しかけると、老眼鏡を掛けた仙猫カリンがいる上部の場所に移動でき、聖水を飲んで次々と登場するカリンに勝つことで容姿が子どもから大人に変わると共に新たな能力を使用可能となり、キャラクターによってはサブとなる武器も選択できる。
大人になると、Zキーを押しっぱなしにすることで気を溜める「チャージ」、移動キーをダブルタップすることで風を切るようなエフェクトと共に空中を滑るように素早く5mほど移動でき後ろや横にも移動できる「ダッシュ」、Shiftキーを長押しすることでプレイヤーの下に表示されたゲージが0になるまで防御できる「ガード」、ガード中にゲージが0になると敵の技がキャンセルされ、こちらの攻撃が自動的に発動する「カウンターアタック」が使用可能になる。

### 各種ゲージ
戦闘ではLPやRPを消費して、敵を宙に浮かせたり、地面へ叩きつけたり、かめはめ波や元気玉などの技を発動できる「HTBシステム」を使用可能。
LP（Life Points）
体力
EP（Energy Points）
技に使用する精神力。
RP（Rage Points）
戦闘で攻撃を受けると蓄積する「気」のゲージで、戦闘以外では少しずつ減少していく。チャージを使用すると約5秒で1ゲージ貯めることができ、クエストを通して入手することもできる。RPゲージを最大値まで溜めるとゲージの下にRPの球が最大6つまで表示される。
使用する技のショートカットを約1秒押し続け画面に表示されるアイコンを選択するとRPの球を消費し、一般攻撃やジャン拳などの技にノックダウンや攻撃力上昇、消費EPの減少、味方の能力を一時的に上昇させる技の効果時間延長など様々な特殊効果を付与して発動する技を使用できる。これらは使用するRP球の数によって成功率が異なり、レベルが上がるに従い、状態異常や、敵の能力を一時的に下げる効果など種類が増えていく。また、RPゲージを消費して、かめはめ波や元気玉などの技を放てる「HTBスキル」も使用できる。

### 移動手段
ゲーム中のフィールドはかなり広く徒歩で目的地まで移動するには時間がかかるため、多様な移動手段が用意されている。定期運行の飛空路線バスがおり、本数や走行ルートも多く、一定間隔で決められたルートを飛行している。バス停に止まるが、走行中の飛び乗りや飛び降りも可能。路線はマップ上で確認できる。原作でヤムチャの愛車だった、立って乗る無重力スクーターのジェットモモンガも販売されており、乗ることができる。使用に際しては燃料が必要で、乗車すると画面下部にインタフェースが現れ、球のような形の燃料をスロットにはめ込むようになっている。また、瞬間移動屋のヤードラット星人があちこちにおり、長距離を一気に移動できる。一定条件を満たせば舞空術も使用できる。なお瞬時に決められた場所へ戻れる帰還の術を覚えるキャラクターもいる。

### タイムマシンクエスト
正しい歴史に介在して違う歴史にしてしまう軍勢が起こそうとする危機に気づいた天界により、軍勢の野望を阻むため「時間の歪み」を探索するタイムパトロールの任務を与えられたトランクスの助けを借り、原作の時代に行く内容。
序盤はタイムマシンクエストの前段階として、レベル5、10、15のときに、プレイヤーが時間の歪みに巻き込まれ原作の時代へ迷い込む、1人プレイ用の「タイムリープクエスト」が用意されている。なおレベル5のタイムリープクエストは、宇宙船で地球に落下してきた赤ん坊の孫悟空を、お爺さんの孫悟飯が拾い、プレイヤーが行く手を阻む狼を撃退しながら悟飯に変わり悟空を家まで送り届け、最後に孫悟飯から気を集めるスキルを教えてもらえる内容になっている。
レベル20以上になるとタイムパトロールの一員として街にあるタイムマシンに乗ることができ、孫悟飯がピッコロに修行を受けることになった時代へ飛び大猿化した悟飯を洗脳して暴れさせようとする敵を倒す内容のほか、ピラフ城、サイヤ人編、ナメック星編など様々な内容の「タイムマシンクエスト」をプレイできるようになる。

### その他
大量のアイテムを持ち運ぶためゲーム中でもホイポイカプセルを使用している。また、プレイヤーキャラクターは街における特定の場所で自動販売機に姿を変え立っていることができ、手持ちのアイテムを売ることができる。
ランクバトル
1対1から5対5で対戦できる。街に設置されたランクバトル探索機という機械をクリックすると、レベルに見合った対戦相手を自動的に探し出す。
バトルアリーナ
ランキングの高いプレイヤーは天下一武道会予選に出場することができる。
悪魔の下水道
プレイヤー同士が対戦できる、悪魔の舌をモチーフにした闘技場。
天下一武道会
装備などで強弱が決まる既存のMMORPGとは異なり、プレイヤーの戦略とコントロールが勝敗の鍵となる、毎月開催されているプレイヤー同士の対戦。個人戦とチーム戦、少年の部と大人の部で分けられ、同じ競技場で多数のプレイヤーが同時に競技を行う予選を経て、終わりまで生き残った32強が本選に出場できる。個人戦と5人1チームで参加するパーティー戦があり、ランクバトルの戦績によって大会への出場者が決定される。参加すると、仙豆やコスチューム、成績によって様々なアイテムと交換可能な「武道者マイレージ」ポイントなどが貰えるほか、優勝者は「デフコイン」という特別なコインが貰え、「ゴールドドラゴン」の称号が与えられる。
CC（カプセルコーポレーション）バトルダンジョン
西の都にいる人物を通して入場可能。バビディの宇宙船のような階層構造になっており、各階に出現する敵を撃退して次の階へと進む、全120階のダンジョン。5階ごとにいるボスを撃破すればメンバー全員が復活するほか、最上級のアイテムや、バトルダンジョン専用アイテムが手に入る「パンドラカプセル」を、報酬として一定確率で貰える。
道場
参加費用100万ゼニーの争奪戦を通じて、全体で7箇所しかない道場の所有権を、勝利した流派が得る方式で主人を決める。1週間のうち1時間だけ争奪戦が行われ、先に決められたポイントを獲得した流派が勝者となる。道場にもレベルがあり、1レベルだと道場服を製作することができる、2レベルだと天下一武道会への推薦権を持つようになり、争奪戦における32強への出場シード権が与えられるなど、レベルの上がるほど恩恵が上がる。
スカウター
原作にも登場した相手の戦闘力を数値化する装置。この時代では広く普及しており、初めから全てプレイヤーが所持している。「???」と表示されているモンスターの名前や強さはスカウターで測定することで、わかるようになる。 追加カスタムチップをはめ込むことで、クエストのキャラクターがいる場所を表示できるなど、新しい機能を得ることもできる。スカウターは、より高性能でより多くのパーツ用ソケットが空いているものも街などで販売されている。
マスコットシステム
プーアルに似たキャラクターなど、可愛いマスコットを卵から成長させるシステム。スキルも追加できる。
ドラゴンボール
エイジ787にデンデが封印したドラゴンボールに変わり、ドラゴンボール争奪戦によって修行者たちが互いに切磋琢磨することを期待してエイジ996の10月にデンデが複数セット作ったドラゴンボール。叶えることができる願いが限られている。モンスターが落としたり、クエストの報酬などで入手することができ、7種類集めると神殿で神龍を呼び出し願いを叶えてもらうことができる。
ポポストーン
神様の付き人ミスター・ポポが地上の修行者たちをサポートしていたことに由来して、あちこちに置かれたポポの顔を象った石。プレイヤーがやられた際は、事前に登録しておいたポポストーンの場所で復活する。

## 登場キャラクター

### プレイヤーキャラクター
プレイヤーは人間、ナメック星人、魔人の3つの種族から選ぶことができる。それぞれ3種族とも、物理攻撃に長けた「武道家系統」と、気の能力に長けた「気功士系統」の二系統から選ぶことができる。ゲーム開始前にそれぞれ髪型、髪の色、目の形、肌の色などをカスタマイズできる。また、レベル30以上になり大人になるとマスタークラスを選択できるようになる。以下のキャラクタークラスの名称は韓国版公式ガイドブック、台湾版攻略本などで確認できる

#### 人間族
他人の知識を尊重して様々な文化を持ち、様々な地域で生きている。気のコントロールに長ける。武道家や気功士、機械を扱うエンジニアなど、いろいろな職業に就いている。原作終了時よりも地球に住む種族が多様化していることもあり、元々の地球人やサイヤ人のような人間タイプの種族を「人間族」とも呼称するようになっている。
レベル50以上まで成長させると「超（スーパー）サイヤ人」に変身できる。プレイヤーが超サイヤ人に変身できる理由は、平和な時代が長く続いているため、みんな意識しなくなっているが、長い年月を経て悟空やベジータなどのサイヤ人の血統が、地球の人間種の間で広がっており、その力が修行することにより覚醒するため。
武道家
ジャン拳や狼牙風風拳などの格闘系の技を主に使って戦う。マスタークラスは徒手空拳での戦闘のスペシャリスト「格闘家」と、エイジ804に悟飯が発表した著書『気孔科学』の中の「カッチン鋼（かつて悟飯がゼットソードで切ろうとした宇宙一硬い金属）は斬れる！」という項目に影響を受け、剣術に興味を持った多くの武道家のため、エイジ805にトランクスと悟天が創設した「気功剣術」を用いて闘う「剣術家」。
気功士
気の扱いに長ける戦士で、かめはめ波や気功砲など気による攻撃を主に使い、相手と距離を置きつつ攻撃する戦い方を得意とする。マスタークラスは、エイジ821、流派の再建を願う人々の声を受けた亀仙人により気を扱う武術の流派再建の任を与えられたクリリンが、相手の隙を狙った援護攻撃や、敵の動きを鈍くしたり味方の攻撃力を高める補助的役割で戦況を有利にするという、仲間の補助の技術に特化した「新亀仙流」を用いて闘う「亀仙士」と、クリリン同様、亀仙人に任を与えられた天津飯が、研鑽を重ね気を操る技術を極限にまで引き上げ、元気玉のように力を合わせて凝縮させたエネルギーを的確なタイミングで発射する「新鶴仙流」を用いて闘う、持続的攻撃に長けた「鶴仙士」。
亀仙士に転職してくれる新亀仙流の長老は「クリリン様の志を受け継げる者を探さなければ…」という台詞を口にする。

#### ナメック族
故郷である新ナメック星が謎の戦士「ミラ」と彼が率いる軍勢による襲撃で壊滅させられたため、地球に移住してきたナメック星人とその子孫たち。地球が新たな母星となったことで「ナメック族」とも呼称されるようになった。ゲームにおけるナメック星人の頭部のバリエーションをどうするか製作側が悩んでいた所、新たな様々な形状を鳥山明から逆提案してくれたとのこと。
レベル50以上まで成長させると「巨身術」が使用可能になる。
戦士
ナメック星人の中でも希少な、攻撃力に長けた戦闘タイプ。マスタークラスは、接近戦の攻撃力に特化した「魔神戦士」と、接近戦の防御力に特化した「魔導戦士」。
龍族
ナメック星人の中では戦闘タイプよりは産まれて来ることが比較的多い、不思議な能力を使うことができるタイプ。マスタークラスは、口から産み出した魔物（モンスター）を操って積極的に攻撃を行う「ポコポコ導師」と、強化能力や体力回復能力などの特殊能力の扱いを得意とする「デンデ導師」。なお、ポコポコ導師は、かつてピッコロ大魔王が生み出した魔族モンスターの一部が密かに生き残って地球で繁栄しており、最長老ムーリの提案で、そうしたモンスターの捕獲と保護をピッコロと一部のナメック星人たちが行って、それをデンデの弟であるカルゴを筆頭とする龍族のナメック星人たちが研究した成果により誕生した、それらモンスターの扱いに長けている者たちである。

#### 魔人族
エイジ791年頃、人間の恋人たちに羨ましさを感じるも同種の異性がいない寂しさから、ミスター・ブウがミスター・サタンの書斎で見つけて読んだエロ文学の金字塔『ボブとマーガレットの禁じられた遊び』を元に、魔法の力で千切った自身の身体の一部に命を吹き込み、理想の伴侶となる女性の魔人「ミセス・ブウ」を生み出した。その後二人は、同書に書かれていた「パフパフ」という言葉から、それぞれの身体の一部を千切り、コネコネ、パフパフして赤ちゃんに似た物体をいっぱい作り、二人で「ラブラブ光線」なる魔法で命を吹き込み赤ちゃん魔人たちを誕生させた。その子供たちが繁栄した種族が「魔人族」と呼ばれるようになった。地球に住む全ての者を楽しませることを目的としており、テーマパークやレストランなどで働いているほか、楽しい仕事や、おいしい食べ物を探して旅を続ける者もいる。
プレイヤーの男性の魔人は子供も大人も、魔人ブウ（善）と同じような丸い体型をしている。女性の魔人は原作に登場していないため、鳥山に依頼して新たに描いてもらったとのこと。気功弾を反射できる「弾け弾け!オラオラ」や、敵を混乱にする「ぼやぼやドドドン」などユニークな技が特徴。 
レベル50以上まで成長させると、魔人ブウ（純粋）の姿に似た「純粋魔人」へと変身できる。
大魔人
優しい性格をしており、生まれ持った気楽さで悪い気を取り除くことを得意とする。マスタークラスは、料理や料理器具を使ったトリッキーかつ様々な戦い方や、強化魔法を得意とする「アルティ魔」と、楽器を使い味方のムードをアップさせ、異常状態の回復や防御魔法を得意とする「グラン魔」。なお、南の都にあるテーマパーク「ブウビイワールド」の「おいしいゾーン」と「たのしいゾーン」に分かれた園内において、それぞれ専門的な腕を磨く中、特に才能を発揮したものが「大魔人」と呼ばれている。
異魔人
“闇”を覗いたことで特殊な力を開花させた魔人。気を使用した技の攻撃力は全てのプレイヤーキャラクター中で最も高い。遠距離攻撃が得意で、気弾を連続で放つなどの攻撃のほか、敵の能力を一時的にダウンさせる効果の魔法や、味方の能力を一時的にアップさせる踊りなどを得意とする。マスタークラスは、強力な気の攻撃に加え、のけぞり効果攻撃や状態異常技に長けた「カル魔」と、攻撃と防御を兼ね備えたバランスの良い戦士「プラズ魔」。

### その他のキャラクター
「サイアックマン」、「フュー」など、ドラゴンボールオンライン海外版の設定画が存在するが、同ゲームには登場しなかったキャラクターがいる。後に「サイアックマン」は『ドラゴンボールヒーローズ』で登場。「フュー」はドラゴンボールオンラインの設定画では赤ん坊の姿だったが、青年に成長した姿で『ドラゴンボール ゼノバース2』（DLC「∞の歴史編パック」）や『スーパードラゴンボールヒーローズ』に登場。また、「メチカブラ」はドラゴンボールオンラインの設定に名前だけ登場していた（当時は文字だけの存在で設定画はなくゲーム内にも未実装）。後に『スーパードラゴンボールヒーローズ』で初登場。
野良モンスターは、トカゲやオオカミ、恐竜、マンモス、大猿などの動物など、原作の中でチラッと登場したキャラクターを参考にアイデアを膨らませてデザインされている。野良モンスターの栽培マンは、原作でベジータとナッパが地球に持ち込んだ栽培マンが、250年の歳月を経て野生化したもの。その他にも栽培マンが元になった雑魚モンスター（豆型、ブンブン飛んでいる形状、サボテン型、カニ型、ミミズ（ヘビ）型、葉っぱを持った形状の栽培マン、合計6種類。それら6種類の色違いモンスター多数）が登場するため、「栽培マンオンライン」と比喩されることがあった。
禍々しい仮面を付けた姿で洗脳された悟空の父親であるバーダック、額に緑色の宝石を付けて洗脳された大猿孫悟飯なども登場する。ゲームオリジナルの人造人間は「8000号」、「8000号マーク2」、「19000号」、レッド総帥を改造した「9号」、ミラ軍用「16号」などが登場した。レベル70以上になるとプレイ可能なミッション「捨てられた洞窟」は、セル復活のために不足しているエネルギーを旅人から奪っているキャプテン・バクテリアンの野望を阻止するといった内容で、完全体のセルが更なる収斂進化を遂げたような姿の「セルX」というボスキャラクターが出現する。
フリーザやフリーザ軍の残党、ブヨン型の宇宙人などの凶悪な敵や、サイボーグ桃白白が再改造された「桃白白X」などレッドリボン軍のメンバーも登場するほか、新たに「レッドパンツ軍」も出てくる。ゲーム中に出てくるレッドパンツ軍の砦には「RP」の文字が書かれている。ゲーム中におけるボスキャラクター、ノンプレイヤーキャラクターには、設定上長寿な者や、「ホワイト将軍2世」、「ギランの末裔」、ピラフの曾孫「パエリア」など、原作に登場したキャラクターの子孫ではないかという者も登場する。
ドラゴンボールオンラインの一部キャラクターデザインを担当していた幹大樹が、悟空の格好をしているけど痩せている「ヒョロロット」、ベジータの格好をしているけど太っている「ジベータ」というキャラクターもデザインしており、ゲーム中にノンプレイヤーキャラクターとして出てくる。

## BGM
本作の音楽は古代祐三が担当している。当初は本格的な映画音楽路線をコンセプトに楽曲制作が進められていたが、企画が広がるに伴いロックやポップスといった様々な音楽ジャンルを取り入れる方向にシフトしたとされる。

## 開発スタッフ
- 玉舎直人(NTL) - 開発プロジェクトのプロデューサー[62]
- 高宮孝治(NTL) - クリエイティブディレクター[62]
- 幹大樹 - ミラ、トワなどのキャラクターデザイン[63]
- 古代祐三（エインシャント） - 音楽[61]

## 関連商品
- DRAGON BALL ONLINE 드래곤볼 온라인 공식 가이드북（韓国版公式ガイドブック、ソウル文化社、2010年8月30日出版、ISBN 9788926314241）
- 七龍珠Online攻略設定集～官方新手之書～（台湾版攻略本、東立出版社、2011年9月2日出版、ISBN 9789861078717）